# Depressió postpart
La depressió postpart o depressió postnatal és una depressió patida poc després d'haver tingut un fill, normalment al primer mes del postpart. Es considera freqüent, ja que s'estima que prop d'una de cada deu mares la pateixen, però en general són casos lleus, als quals no hi ha rebuig del nounat.

## Tipus
Existeixen dos tipus de trastorns depressius postpart: l'anomenada depressió baby blues i la depressió postpart pròpiament dita:
- Baby blues, tristeses de la maternitat, o símptomes blues postpart: Una alteració lleu en l'estat d'ànim de la mare al postpart. Aquesta, més que experimentar sentiments d'incapacitat o notar una manca de motivació, el que sol expressar és molta inestabilitat en l'humor i una gran tendència al plor. Amb freqüència presenta irritabilitat, ansietat, mal de cap, insomni i es queixa molt subjectivament de manca de concentració. És molt freqüent. No es considera una malaltia pròpiament dita.[2]
- Depressió postpart pròpiament dita: És similar a qualsevol altre tipus de depressió, amb símptomes com tristor, sentiments de desesperança i de minusvalidesa, insomni, pèrdua de la gana, lentitud de moviments, pensaments recurrents sobre la mort, símptomes físics diversos (molèsties digestives, mal de cap, cansament) i molta ansietat. La característica principal de la depressió postpart, front a les altres depressions, és el moment vital en què ocorre, ja que s'inicia en les primeres dotze setmanes després del part.[2]

## Causes
Les causes concretes es desconeixen, però sembla que pot tenir relació amb els canvis hormonals de la dona durant el postpart. Altres coses que poden augmentar les possibilitats de patir una depressió postpart poden ser l'absència de suport familiar, la lactància artificial o el fet d'haver patit ja abans episodis depressius.
Se sap també que el cúmul de circumstàncies després del part; que inclouen la manca de son i l'esgotament, trastorns físics (alteracions de la tiroide, anèmia, etc.) i una mala experiència del part (per si mateix, pot desencadenar un estrès posttraumàtic fort o una depressió el fet d'haver tingut un part amb fòrceps, o una cesària no prevista, o un nadó prematur, o un nadó que hagi requerit ingrés hospitalari); poden ajudar a afavorir la depressió. D'altra banda, la idea preestablerta d'una maternitat idealitzada i la pressió social actual, al món occidental, de les dones per a ser perfectes o superdones, fa que aquestes se sentin estigmatitzades i no siguin capaces de demanar ajuda o de sincerar-se amb el que les passa.

## Tractament
El baby blues no necessita medicació però la depressió postpart cal ser tractada com les altres depressions. Si el tractament (medicaments, suport psicològic, etc.) no és l'adequat, la depressió postpart sol allargar-se per un període de sis a dotze mesos. No és freqüent, però una depressió postpart no tractada pot empitjorar a una psicosi postpart o psicosi puerperal.

## Incidència
La depressió postpart pròpiament dita ocorre en aproximadament un 10% dels postparts, una proporció que fa considerar-la força freqüent.